# Fran Vélez
Fran Vélez, właśc. Francisco Manuel Vélez Jiménez (ur. 23 czerwca 1991 w Tarragonie) – hiszpański piłkarz występujący na pozycji obrońcy lub pomocnika w greckim klubie Aris FC.

## Kariera klubowa
Fran Vélez zaczął swoją karierę w La Floresta. Zimą 2009, podpisał kontrakt z Gimnàstic Tarragona. Sezon 2009/2010 był jego ostatnim w roli juniora. 10 kwietnia 2010, zadebiutował w oficjalnym meczu tej drużyny, zremisowanym 1:1. Sezon 2010/11 spędził w CF Pobla de Mafumet. W sierpniu 2011, został wypożyczony do UD Logroñés. 2 września 2013, podpisał kontrakt z UD Almeríą, a swoje występy zaczął w drużynie B, która brała udział w rozgrywkach Segunda División B. Debiut w pierwszym zespole hiszpańskiego klubu nastąpił 14 stycznia 2014, podczas meczu z Racingiem Santander, przegranym 0:2. W końcowym rozrachunku UD Almería odpadła z rozgrywek. 27 kwietnia 2014, Vélez zadebiutował w rozgrywkach Primera División, wchodząc z ławki rezerwowych, zmieniając Jonathana Zongo w 71 minucie meczu z RCD Espanyol. 7 czerwca 2014, definitywnie przeniósł się do pierwszego zespołu. 1 lipca 2017, podpisał kontrakt z Wisłą Kraków. 18 marca 2018, w wyjazdowym, wygranym 0:2 meczu z Legią Warszawa, Vélez zdobył pierwszego i jedynego gola dla krakowskiego klubu. 18 lipca 2018, poinformował za pomocą strony internetowej Białej Gwiazdy oraz oficjalnego konta na YouTube, o rozwiązaniu kontraktu, z powodów problemów rodzinnych. 25 lipca 2018, po pomyślnym przejściu testów medycznych, podpisał dwuletni kontrakt z Arisem FC. 20 lutego 2020, Vélez podpisał trzyletnią umowę z Panathinaikosem, która weszła w życie z dniem 1 lipca 2020.

## Życie prywatne
Jego starszy brat, José Antonio Vélez Jiménez, znany jako Ñoño, również jest piłkarzem. Obaj reprezentowali Gimnàstic Tarragona oraz CF Pobla de Mafumet.